# دیتر میسگلد
دیتر میسگلد (به انگلیسی: Dieter Misgeld) استاد بازنشسته گروه مطالعات نظریه و سیاست در دانشگاه تورنتو است. آثار میسگلد عمدتاً دربارهٔ نظریه اجتماعی، حقوق بشر، فلسفه سیاسی، هرمنوتیک و شرح نظرات هابرماس و گادامر است. حسین مصباحیان از دانشجویان او بوده است.